# TTL 7403

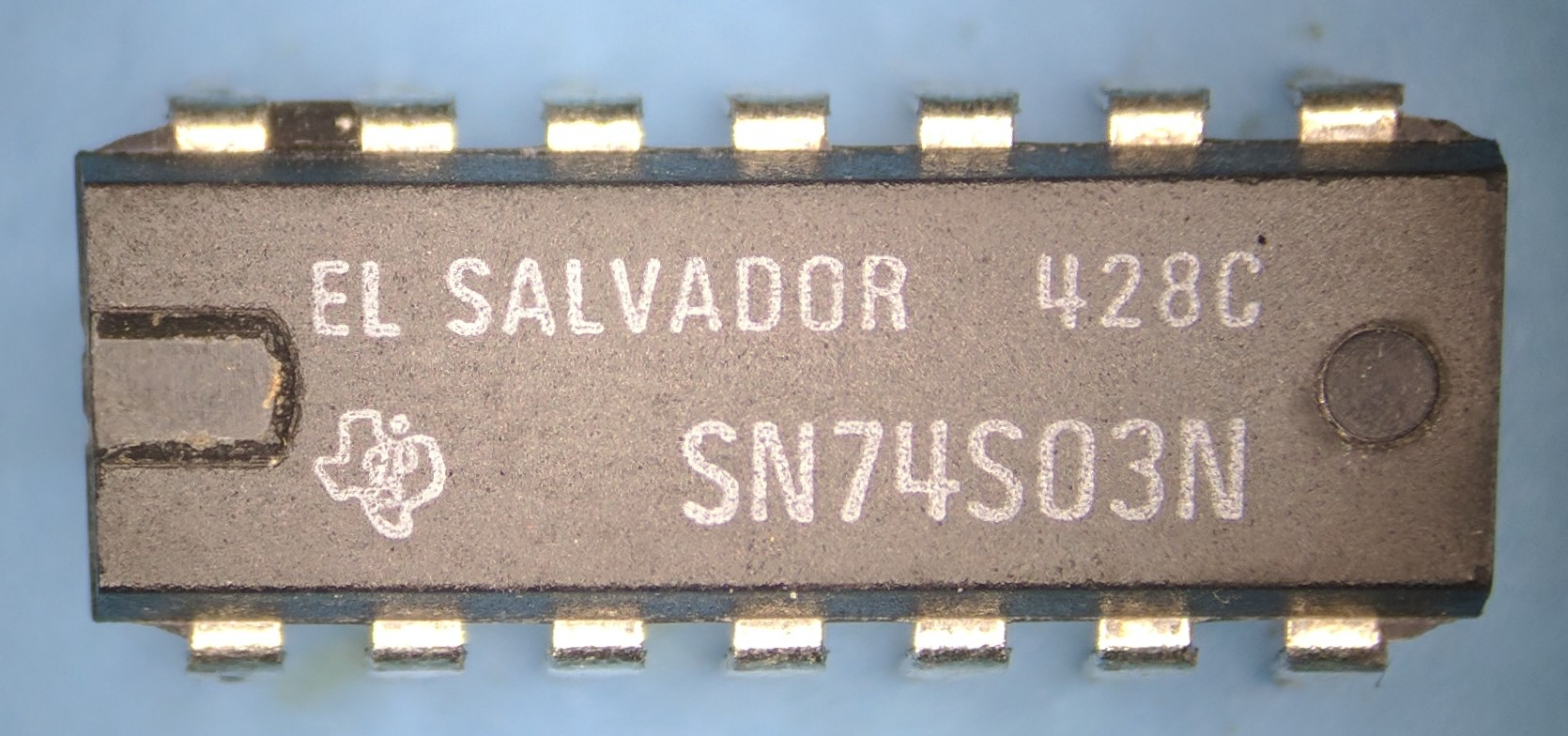
Circuito integrado SN74S03N da Texas Instruments

Diagrama de pinos de um circuito integrado 7403

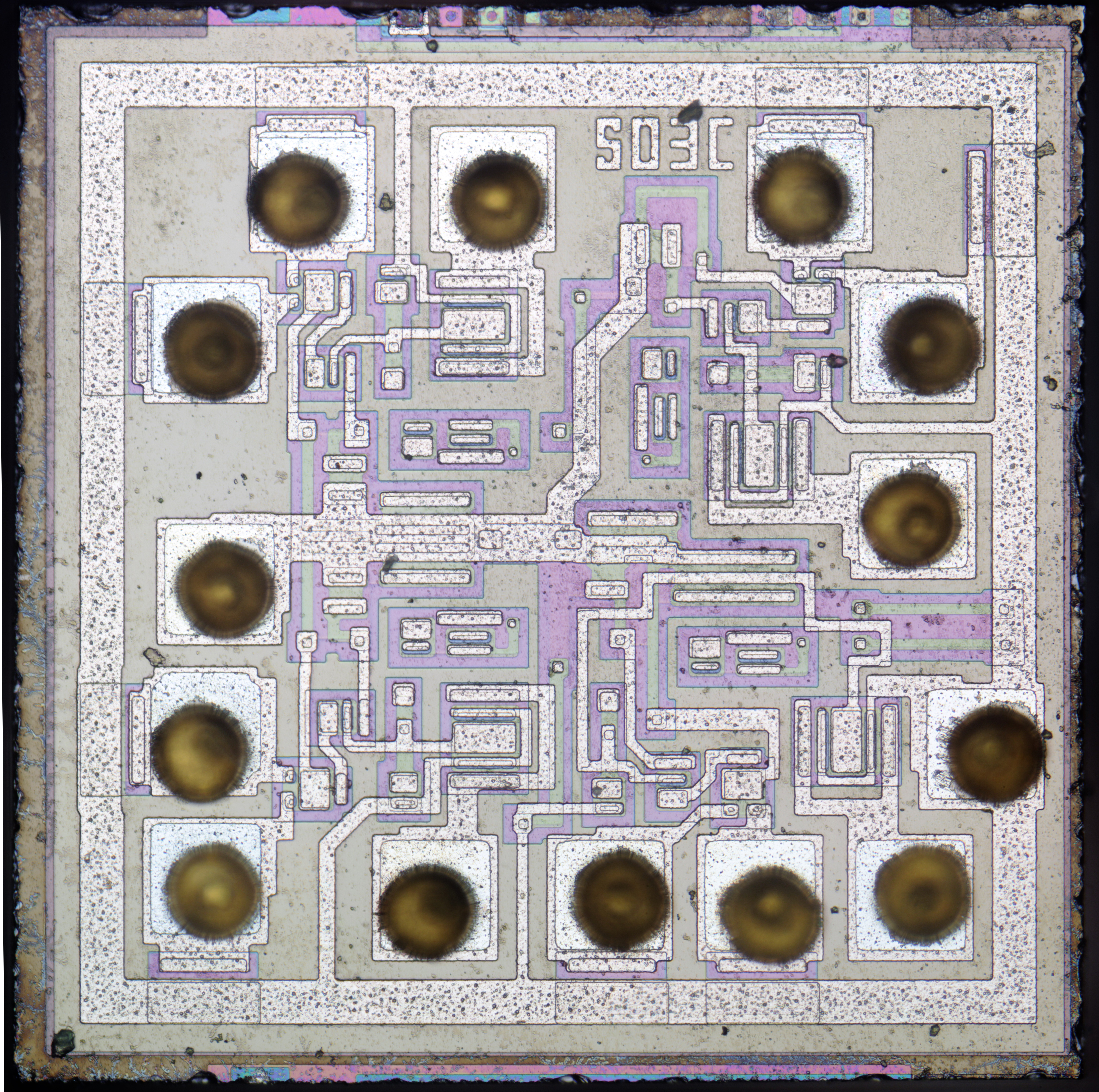
Um die de circuito integrado SN74S03N

O circuito TTL 7403 é um dispositivo TTL encapsulado em um invólucro DIP de 14 pinos que contém quatro portas NAND de duas entradas cada, com saídas em coletor aberto. As portas apresentam funcionamento independente. Os coletores abertos necessitam de resistores pull-up para realizarem as operações lógicas de modo apropriado. O consumo médio por circuito integrado é da ordem de 12mA.

## Tabela-verdade
{\displaystyle /Y={\overline {AB}}}
| A (entrada) | B (entrada) | /Y (saída) |
| ----------- | ----------- | ---------- |
| L           | L           | H          |
| L           | H           | H          |
| H           | L           | H          |
| H           | H           | L          |

H (nível lógico alto)
L (nível lógico baixo)